# 森林風致計画学
森林風致計画学（しんりんふうちけいかくがく、英：forest landscape managememt）は、森林の風致について探求する学問。里山を含む森林、緑や自然とを人との関わりを探求し、森林、緑や自然風景を楽しめるよう、またそれらをレクリエーションの場として考える計画科学。

## 概要
森林は多様な生態系サービスを提供するが、文化的サービスの役割をも担う。森林の風景、森林に関するレクリエーション、セラピー、ツーリズムなど多岐にわたる文化的サービスの計画・管理について学ぶ。関連の学術に森林美学・森林の風致施業計画学（風致施業学）などがある。
東京大学大学院農学生命科学研究科の森林科学専攻に森林風致計画学研究室が、
日本大学生物資源科学部森林植物・微生物学研究室環境・森林風致研究会がある。
森林風致計画学は筑波大学, 岩手大学などで講義や実習が行われている。
また鳥取大学農学部附属フィールドサイエンスセンター森林部門 森林利用システム学分野
でも森林風致学に関する教育・研究が行われている。